# Pleasanton, Texas
Pleasanton là một thành phố thuộc quận Atascosa, tiểu bang Texas, Hoa Kỳ. Năm 2010, dân số của xã này là 8934 người.

## Dân số
- Dân số năm 2000: 8266 người.
- Dân số năm 2010: 8934 người.